# Driftwood Canyon Park
Driftwood Canyon Park är en park i Kanada.   Den ligger i provinsen British Columbia, i den centrala delen av landet, 3 700 km väster om huvudstaden Ottawa. Driftwood Canyon Park ligger 803 meter över havet.
Terrängen runt Driftwood Canyon Park är kuperad åt sydväst, men åt nordost är den bergig. Trakten runt Driftwood Canyon Park är nära nog obefolkad, med mindre än två invånare per kvadratkilometer.. Närmaste större samhälle är Smithers, 9,7 km väster om Driftwood Canyon Park.
I omgivningarna runt Driftwood Canyon Park växer i huvudsak barrskog.